# Lédenon
Lédenon este o comună în departamentul Gard din sudul Franței. În 2009 avea o populație de 1.380 de locuitori.

## Evoluția populației
| An        | 1975 | 1982 | 1990 | 1999  | 2006  | 2009  |
| --------- | ---- | ---- | ---- | ----- | ----- | ----- |
| Populație | 487  | 780  | 938  | 1.130 | 1.367 | 1.380 |